# たまごとにわとり/Guardian Angel
「たまごとにわとり／Guardian Angel」はSplash Candyが2006年12月27日に発売した5枚目のシングルである。

## 収録曲
1. たまごとにわとり
  - 作詞：Babee／作曲：Franken／編曲：Splash Candy
  - テレビ東京「スキバラ」12月度エンディグテーマ曲
2. Guardian Angel
  - 作詞：Babee／作曲：Franken／編曲：Splash Candy
  - 特撮ドラマ「生物彗星WoO」オープニング主題歌
3. たまごとにわとり (instrumental)
4. Guardian Angel (instrumental)